# كارل فيليب موريتس

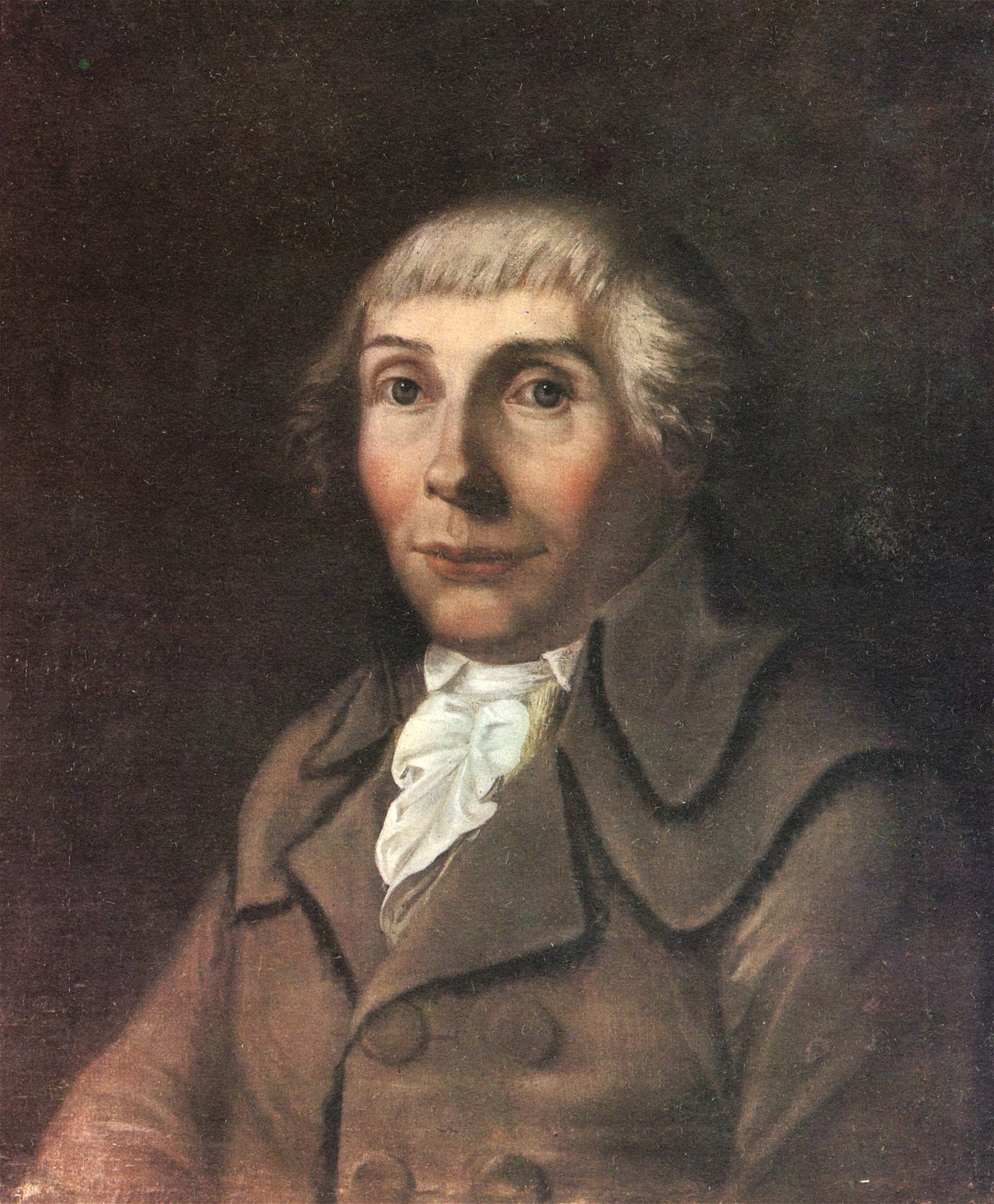
كارل فيليب موريتس

كارل فيليب موريتس Karl Philipp Moritz هو كاتب روائي ألماني، ويعد أحد أدباء عصر العاصفة والاندفاع.

## حياته
كارل فيليب موريتس (ولد في هاملين- هانوفر في 15 سبتمبر 1756، وتوفي في برلين، في 26 يونيو 1793).
نشأ موريتس في عائلة فقيرة حيث كان يعمل في صباه لدى أحد صانعي القبعات، ثم عمل ممثلاَ. ودرس في مدينة إرفورت وفيتنبرج علوم الدين. وفي عام 1782 ارتحل إلى إنجلترا. ثم في عام 1786 ارتحل إلى إيطاليا حيث تعرف هناك على جوته. وفي عام 1789 أصبح موريتس أستاذا لعلم الحضارات القديمة في برلين.

## أدبه
- تقع أعمال موريتس في عصر العاصفة والاندفاع الذي تميز بتصوير المشاعر الجارفة للقلب البشرى والتركيز على تصوير العواطف الإنسانية. والابتعاد عن الأساليب والموضوعات العقلية التي اهتم بها عصر التنوير الذي سبقه.

## أعماله
- كتب موريتس في الجمالية والفلسفة ومواضيع أخرى، له روايتان هما انطون ريزر ورواية اندرياس.
- أنطون رايزر وصدرت في أربعة أجزاء في الفترة من 1785 حتى 1790، وهي رواية نفسية تدور حول الصراع بين الفرد والواقع الاجتماعى وبين مشاعره الحالمة وقسوة الواقع وجفاءه.
- ورواية اندرياس (1786)

وتشكل بيوغرافيا خصبة لحياته (سيرة ذاتية).

## روابط خارجية
- كارل فيليب موريتس على موقع الموسوعة البريطانية (الإنجليزية)
- كارل فيليب موريتس على موقع ميوزك برينز (الإنجليزية)
- كارل فيليب موريتس على موقع إن إن دي بي (الإنجليزية)